# 河北区
河北区是中华人民共和国天津市的市辖区，位于天津市区东北部。因地处海河北岸而得名，面积为27.93平方千米，南北长6.94公里，东西宽7.95公里，行政管辖面积为29.14平方公里。天津之眼、天津意式风情区、大悲禅院、北宁公园均坐落于此。 区人民政府駐望海楼街道獅子林大街284號。

## 历史

### 古代

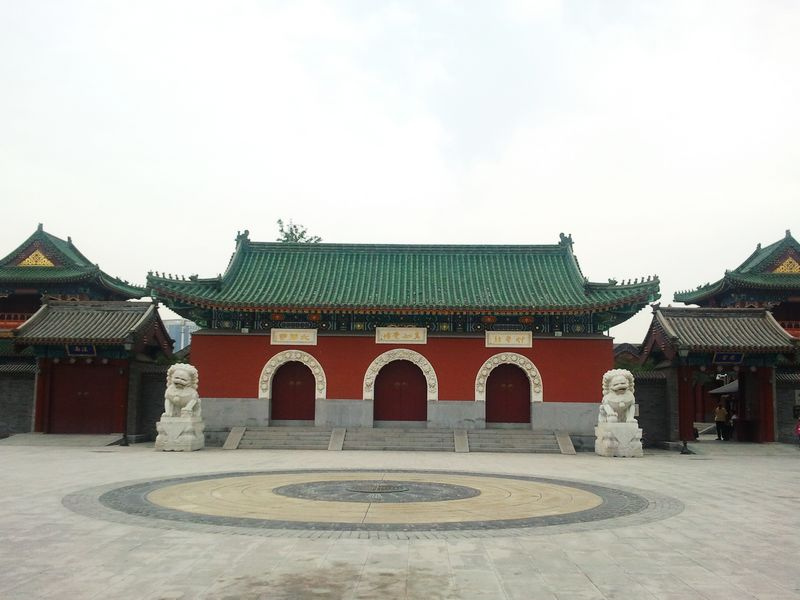
大悲禅院

河北区是天津市区最早退海成陆地区之一，隋唐时期便有人定居。元朝属大都路郭州武清县管辖。清朝顺治十五年至十六年（1658年至1659年）期间，大悲禅院由当时的天津守备曹斌捐资开始修建，后几经修葺扩建，有大雄宝殿、天王殿、大悲殿、地藏殿等建筑。
1773年，望海楼天主堂始建，当时为天津盐商集资修建的3层楼阁，有房152间，曾为皇帝行宫，乾隆御题“海河楼”。

### 近代

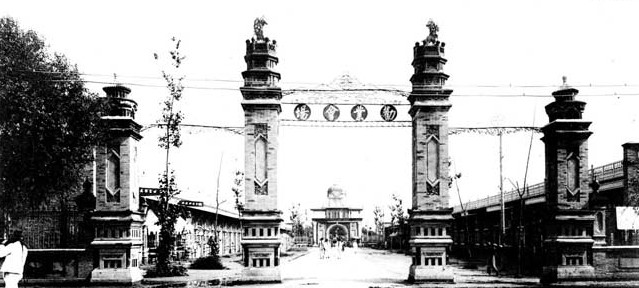
河北新区的劝业会场
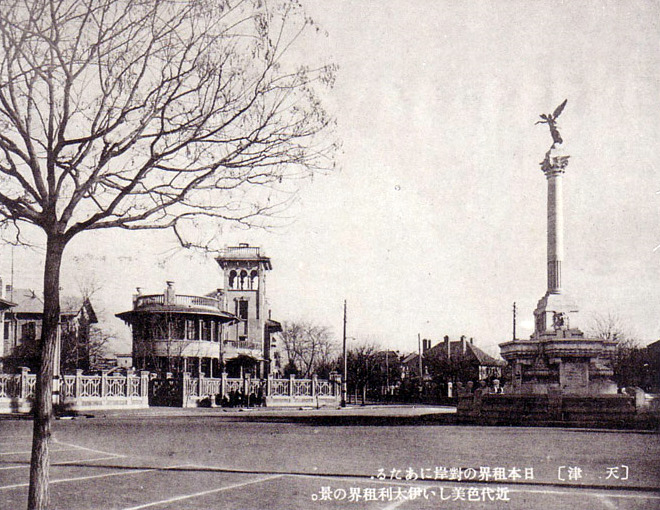
天津意租界的马可波罗广场

1870年，天津教案发生，望海楼天主堂被烧毁，史称“火烧望海楼事件”。
1902年，天津意租界、天津奥租界先后在河北区设立，意租界内形成了意大利本国以外在世界上唯一的一处大型意大利风格建筑群。
1902年袁世凯任直隶总督，在天津海河以北的芦塘洼地建设河北新区，使天津初步形成了现代城市格局。确立以中央大道——大经路（今中山路）为中心的规划格局，规划了规整的道路交通网，修建开启式铁桥金钢桥取代海河上原窑洼浮桥，以便于新城区与城厢旧区之间的联系。1903年袁世凯在新区内建设了新开河火车站（今天津北站）。同时，在新区的中部规划建设公园——劝业会场。河北新区开始成为天津华人区的政治、文化中心。孙中山、李大钊、周恩来等人曾多次到河北新区的劝业会场演说、请愿。日后，劝业会场为纪念孙中山，而更名中山公园。时至今日，天津北站站内依然保持着百余年前的风采，成为众多影视作品的取景地。1906年，周学熙创办大清官立种植园（今北宁公园）。
1937年因为日军占领天津后因为大量难民拥入外国天津租界，包括意租界，再加上意大利是日本盟友的身份，比起英法两国能更加自由地运输，所以在1939年天津意租界得到前所未有的繁荣。1945年抗战胜利后，河北区属第二区、第三区管辖。

### 当代

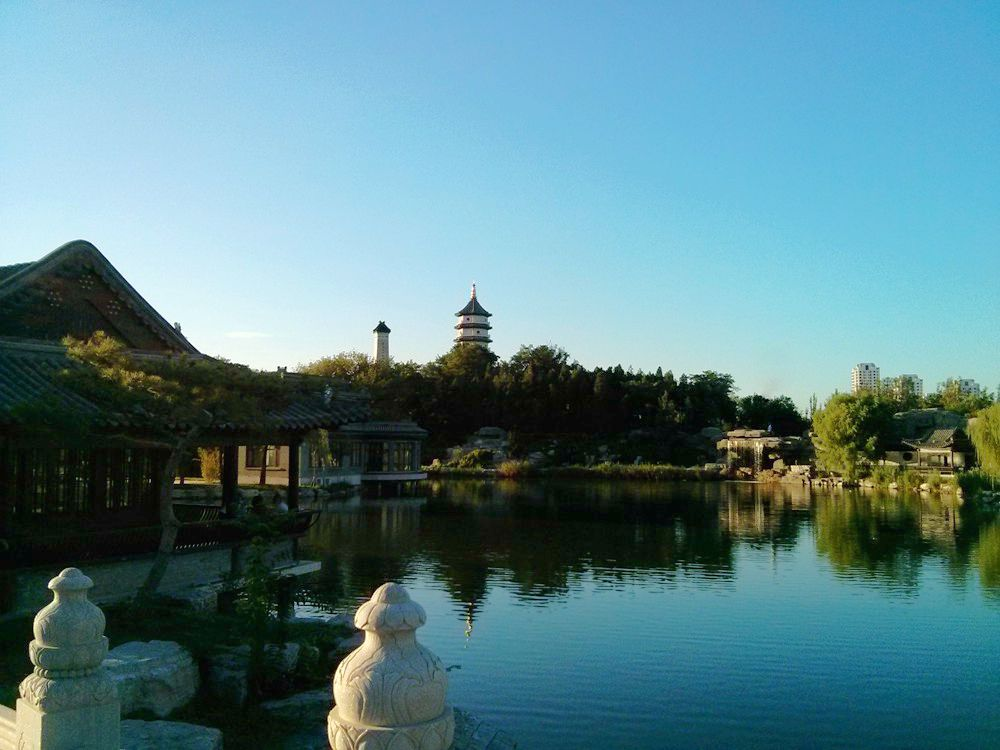
治理后的北宁公园

1956年，第三区改为河北区。1966年河北区改称卫东区，两年后恢复为河北区。1983年，经国务院批准，大悲禅院被设为全国重点开放寺院。2010年10月，北宁公园经过重新整修，正式免费对外开放。2012年，根据天津市星级公园评定标准，北宁公园被评为五星级公园。2020年，河北区入选全国双拥模范城。

## 地理

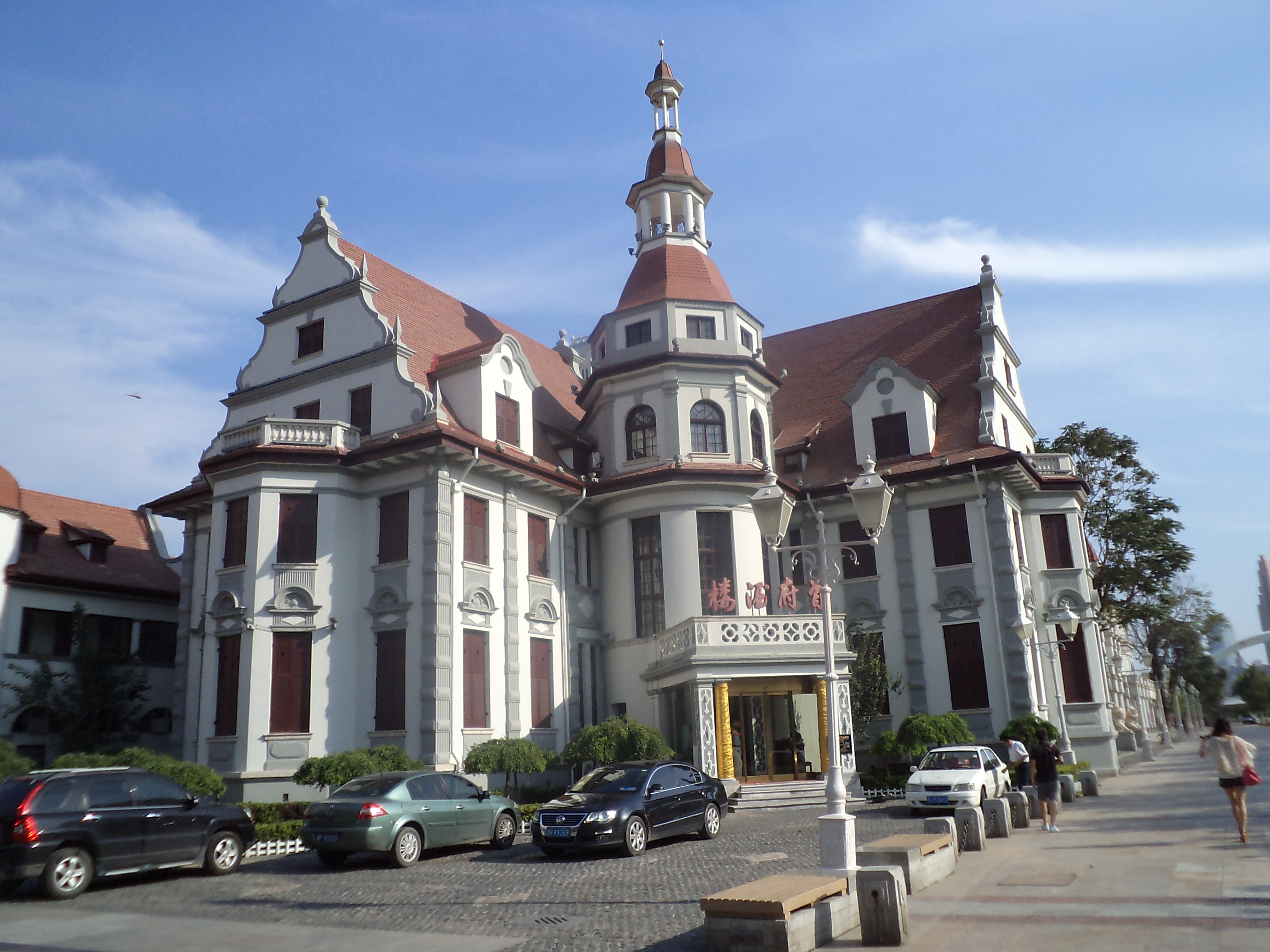
袁乃宽旧居

河北区境坐落在“沧县隆起”（古潜山顶部）及“冀中坳陷”（古构造盆地）之上，二者之间以新开河下面的“天津北断裂”为界，区境南部海河下面深埋着一条著名的“海河断裂”。河北区地貌属于天津东南部海积冲积平原区，地势低平，海拔均在5米以下，地面坡度平缓，主要由洼地、低平地、微高地、人工堤及坑塘等地貌类型构成。地面组成物质以粘土和砂质粘土为主，土壤含盐量较高。
河北区位于天津市区东北部，南与和平区隔河相望，西与红桥区、南开区隔三岔河口相望，东南与河东区相接，东北与东丽区接壤，北连北辰区。

## 旅游休闲

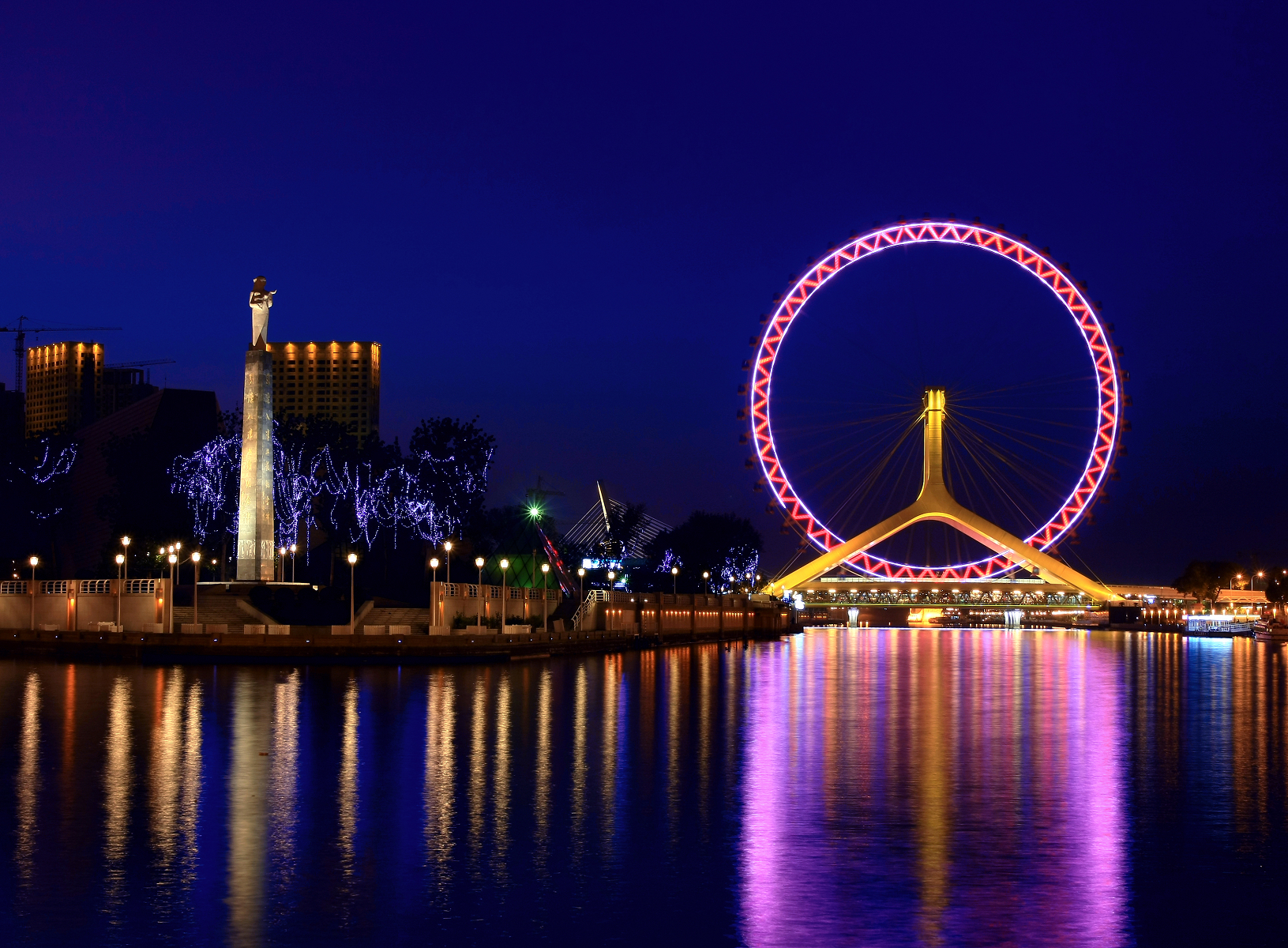
天津之眼

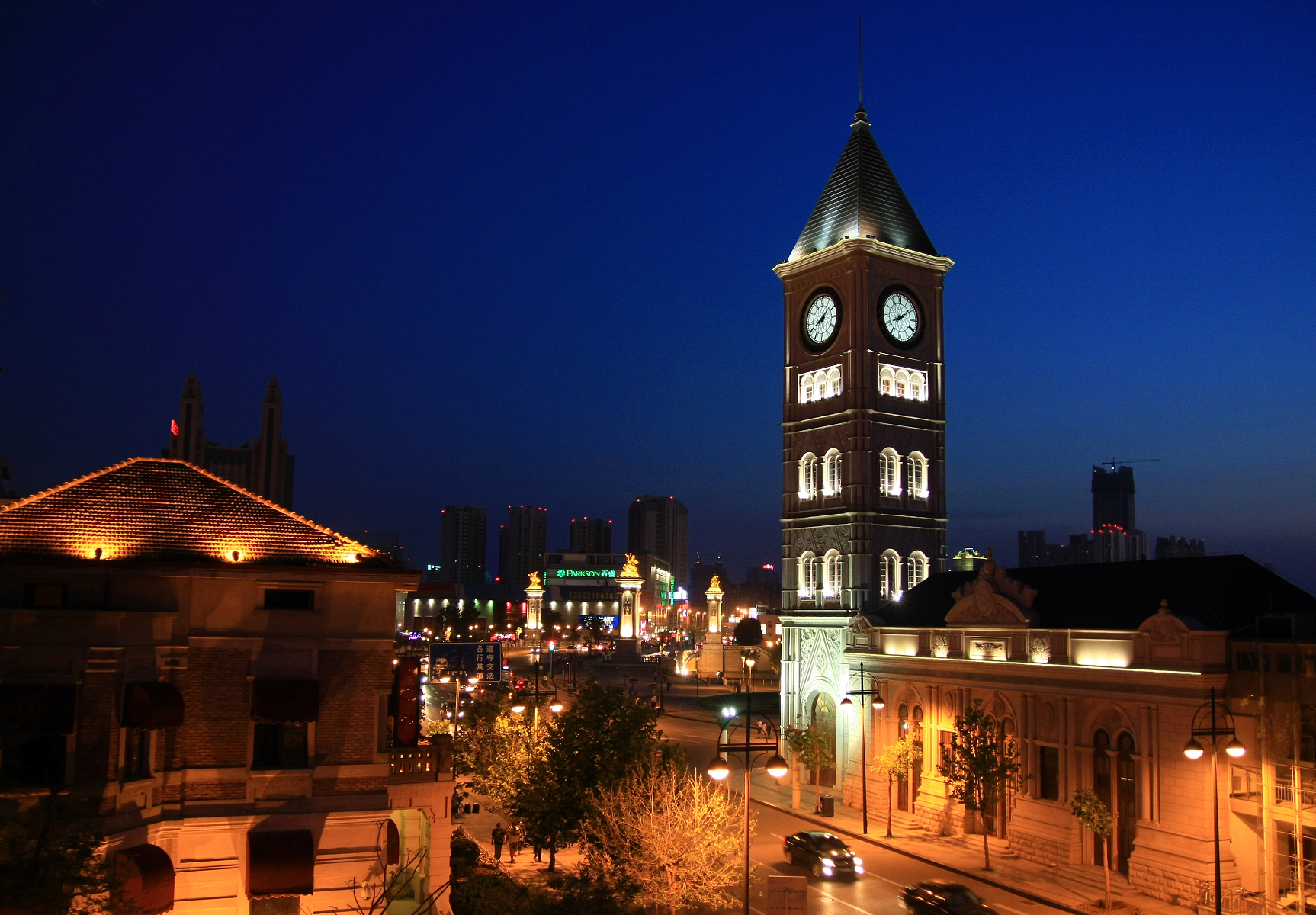
意式风情区

- 天津之眼
- 天津意式风情区

### 全国重点文物保护单位

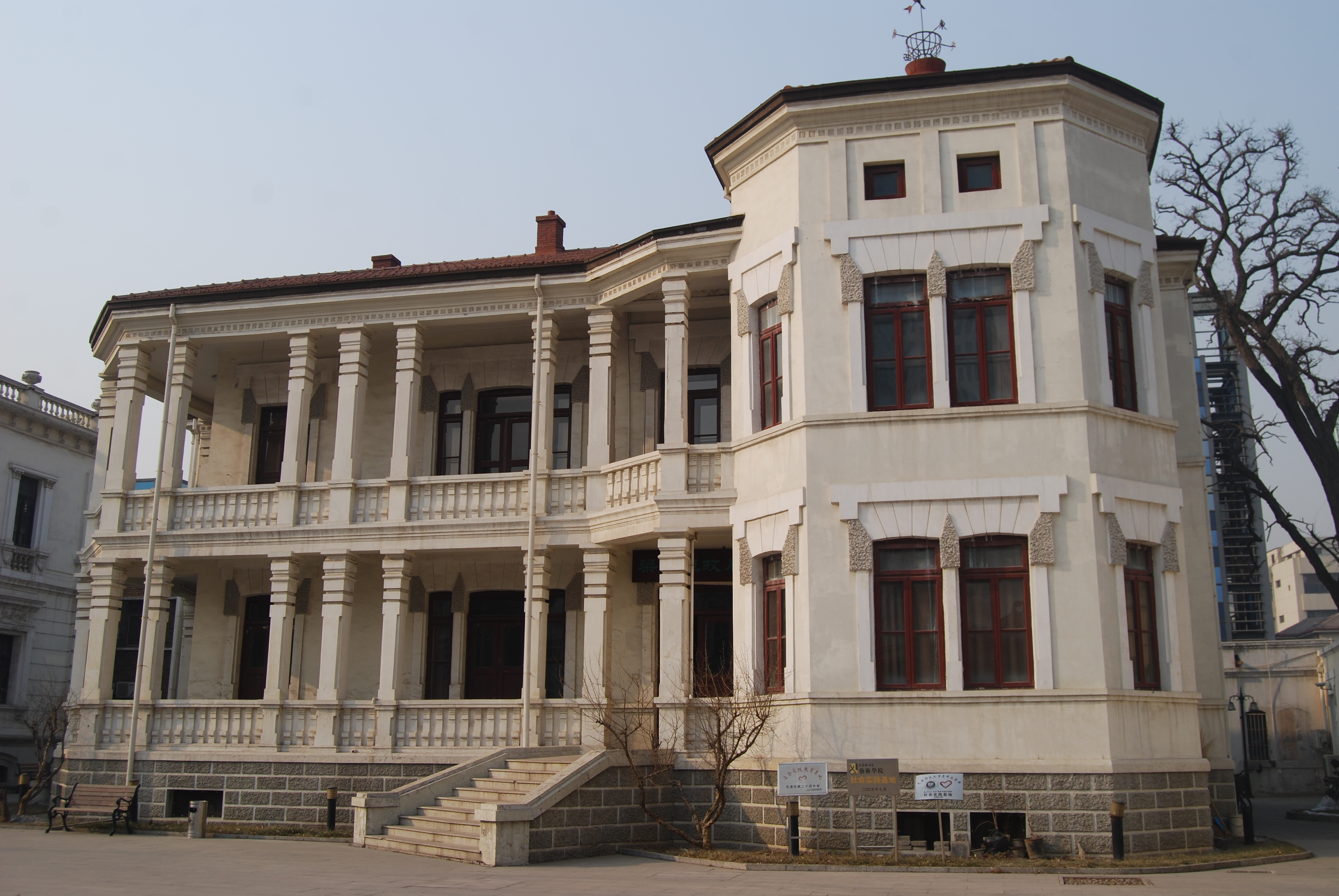
梁启超旧居

- 望海楼教堂
- 梁启超旧居
- 马可波罗广场建筑群

### 文化

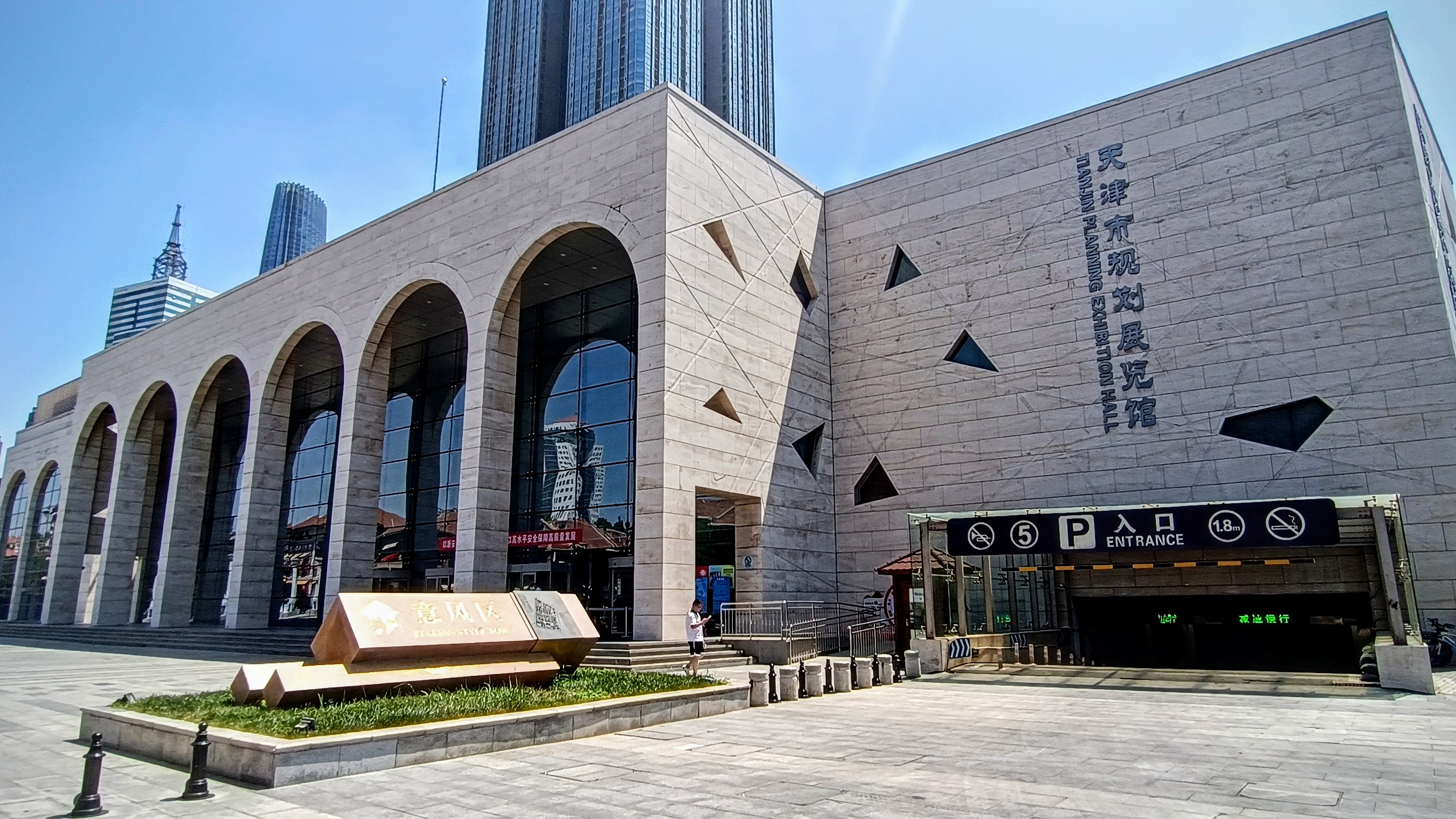
天津市规划展览馆

- 德云社天津分社
- 天津规划展览馆
- 大悲禅院

### 公园
海河中心广场公园、北宁公园、中山公园、一宫花园、金钢公园、耳闸公园、玉园、王串场公园、幸福公园、天使绿宝石公园

## 行政区划

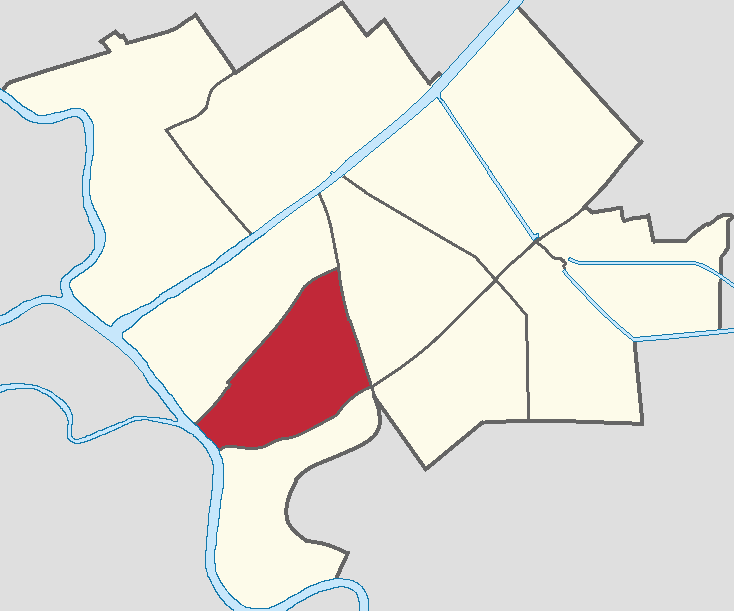
河北区行政区划图，红色地区为区政府所在地--望海楼街道

河北区下辖10个街道办事处：
光复道街道、望海楼街道、鸿顺里街道、新开河街道、铁东路街道、建昌道街道、宁园街道、王串场街道、江都路街道和月牙河街道。
| 街道名称   | 人口 (2010) | 面积 (km2) |
| ---------- | ----------- | ---------- |
| 光复道街道 | 53,407      | 1.9        |
| 望海楼街道 | 86,401      | 2.25       |
| 鸿顺里街道 | 94,411      | 2.58       |
| 新开河街道 | 82,661      | 4.52       |
| 铁东路街道 | 73,722      | 3.46       |
| 建昌道街道 | 90,362      | 5.05       |
| 宁园街道   | 47,253      | 2.31       |
| 王串场街道 | 114,109     | 2.14       |
| 江都路街道 | 60,561      | 1.95       |
| 月牙河街道 | 85,564      | 1.77       |

## 交通
- 天津站、天津北站
- 天津地铁
  -  █ 2号线 (建国道)

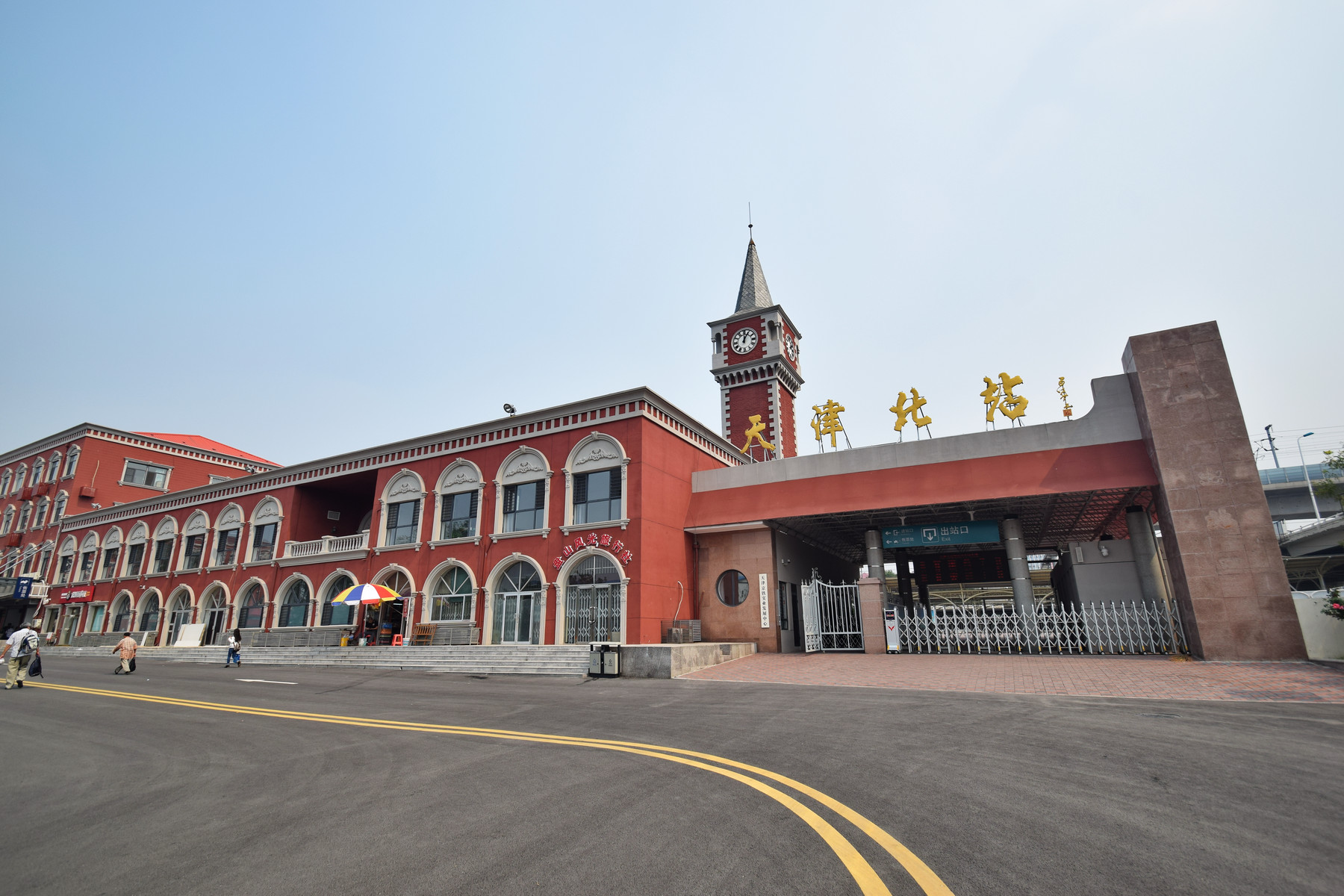
天津北站

  -  █ 3号线 (金狮桥、中山路、北站、铁东路、张兴庄)
  -  █ 5号线 (幸福公园、月牙河、金钟河大街、建昌道、思源路、志成路、张兴庄）
  -  █ 6号线 (金钟河大街、民权门、北宁公园、北站、新开河、外院附中、天泰路)

## 社会

### 人口
根据(中国)天津市2020年第七次全国人口普查主要数据公报显示：河北区常住人口为647702人，男性占比49.7%，女性占比50.3%，年龄结构中0-14岁占比10.94%，15-59岁占比58.08%，60岁以上占比30.98%，65岁以上占比20.65%。

### 商业

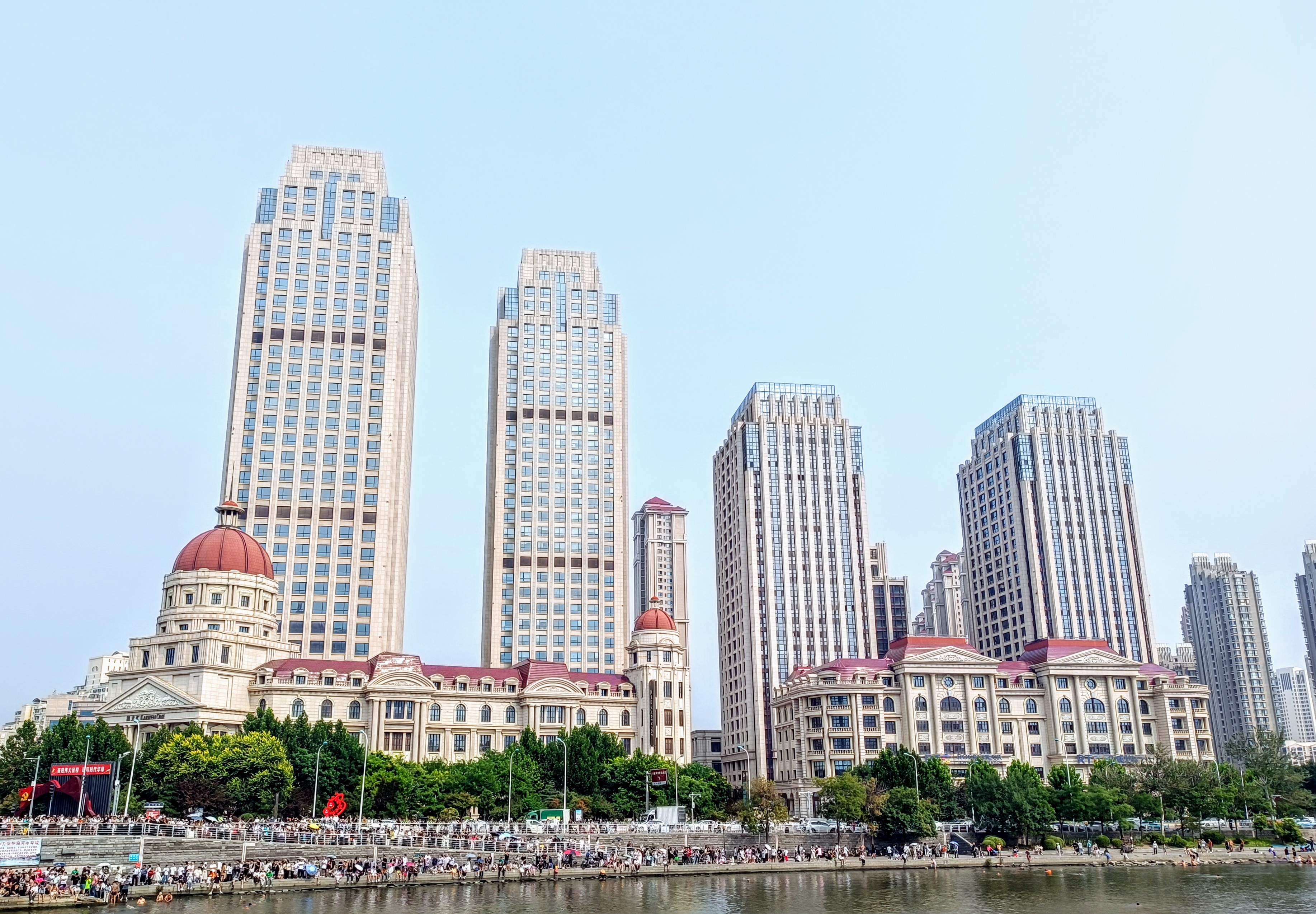
旺海国际广场

#### 海河沿岸
意式风情区、世纪天乐商贸城、乐宾汇、聚源商业广场、海河金湾商业广场

#### 新开河月牙河沿岸
新开河万达广场、晋达商业广场、爱糖茂购物中心、国际城诗景广场、民权门装饰城

### 医疗
天津市第四中心医院、九八三医院、天津市第二医院、天津中医药大学第二附属医院

## 教育

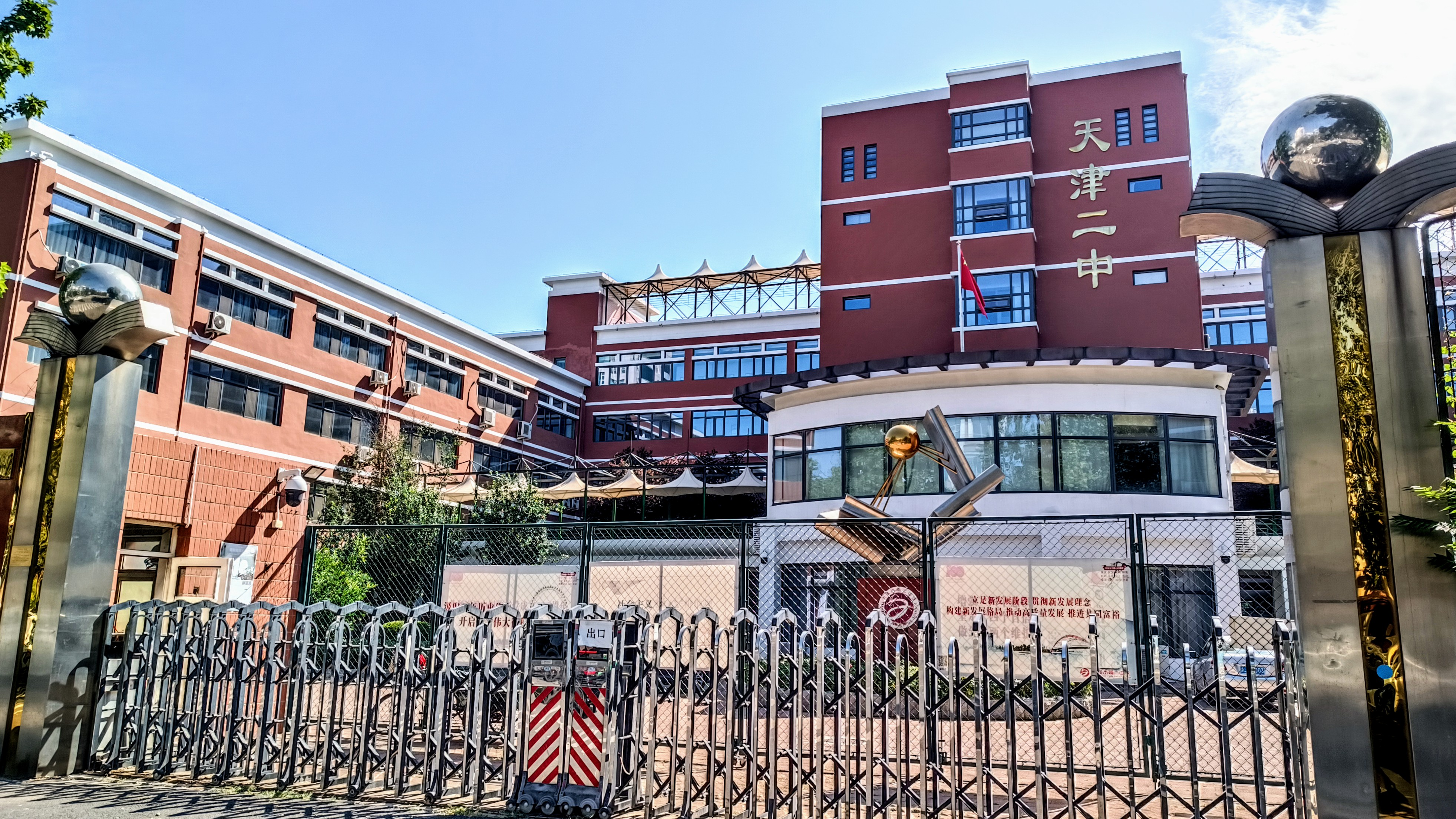
天津市第二中学

### 学院
- 天津美术学院
- 天津铁道职业技术学院

### 高中

#### 公立高级中学
第二中学、第十四中学、第五十七中学、扶轮中学、天津市教育科学研究院附属河北中学、木斋中学

#### 私立高级中学
求真高校、博文中学

### 小学&初中
| 学区片 | 小学 | 初级中学                                                           |
| ------ | --- | ------------------------------------------------------------------ |
| 一片   | 昆纬路第一小学、实验小学、扶轮小学、新开小学、中心小学                                                                   | 第二中学、木斋中学、扶轮中学、美术中学                             |
| 二片   | 育婴里小学、兴华小学、育婴里第二小学、第二实验小学、新程小学、育贤小学、育婴里第三小学、兴宜小学、天津外国语学校南普小学 | 第五十七中学、第三十五中学、红光中学、天津外国语学院附属外国语学校 |
| 三片   | 光明小学、红星路小学、增产道小学、宁园小学、靖江路小学、开江道小学、大江路小学、红权小学、金沙江路小学、月牙河小学       | 第十四中学、第七十八中学、第四十八中学、第九十三中学               |

## 相关链接
- 天津河北区政务网 （页面存档备份，存于）